# ادواردو پشه
ادواردو پِشه (ایتالیایی: Edoardo Pesce؛ زادهٔ ۱۲ سپتامبر ۱۹۷۹) بازیگر اهل ایتالیا است. وی از سال ۲۰۰۷ میلادی تاکنون مشغول فعالیت بوده است.
از فیلم‌ها یا برنامه‌های تلویزیونی که وی در آن نقش داشته است، می‌توان به مرد سگی، خوش‌شانس، قلب پاک، پاینده‌باد ایتالیا و واحد ضد مافیا اشاره کرد.
‏او برای ایفای نقش «سیمونچینو»، اوباش خشن، در فیلم مرد سگی به کارگردانی ماتئو گارونه مورد تحسین منتقدان قرار گرفت؛ نقشی که برای آن جایزه داوید دی دوناتلو بهترین بازیگر نقش مکمل مرد را دریافت کرد و همچنین به‌طور مشترک با بازیگر نقش اصلی، مارچلو فونته، برنده روبان نقره‌ای بهترین بازیگر مرد شد.